# Catastrophe naturelle
Ne doit pas être confondu avec Catastrophe environnementale.
 (septembre 2016).
Si vous disposez d'ouvrages ou d'articles de référence ou si vous connaissez des sites web de qualité traitant du thème abordé ici, merci de compléter l'article en donnant les références utiles à sa vérifiabilité et en les liant à la section « Notes et références ».

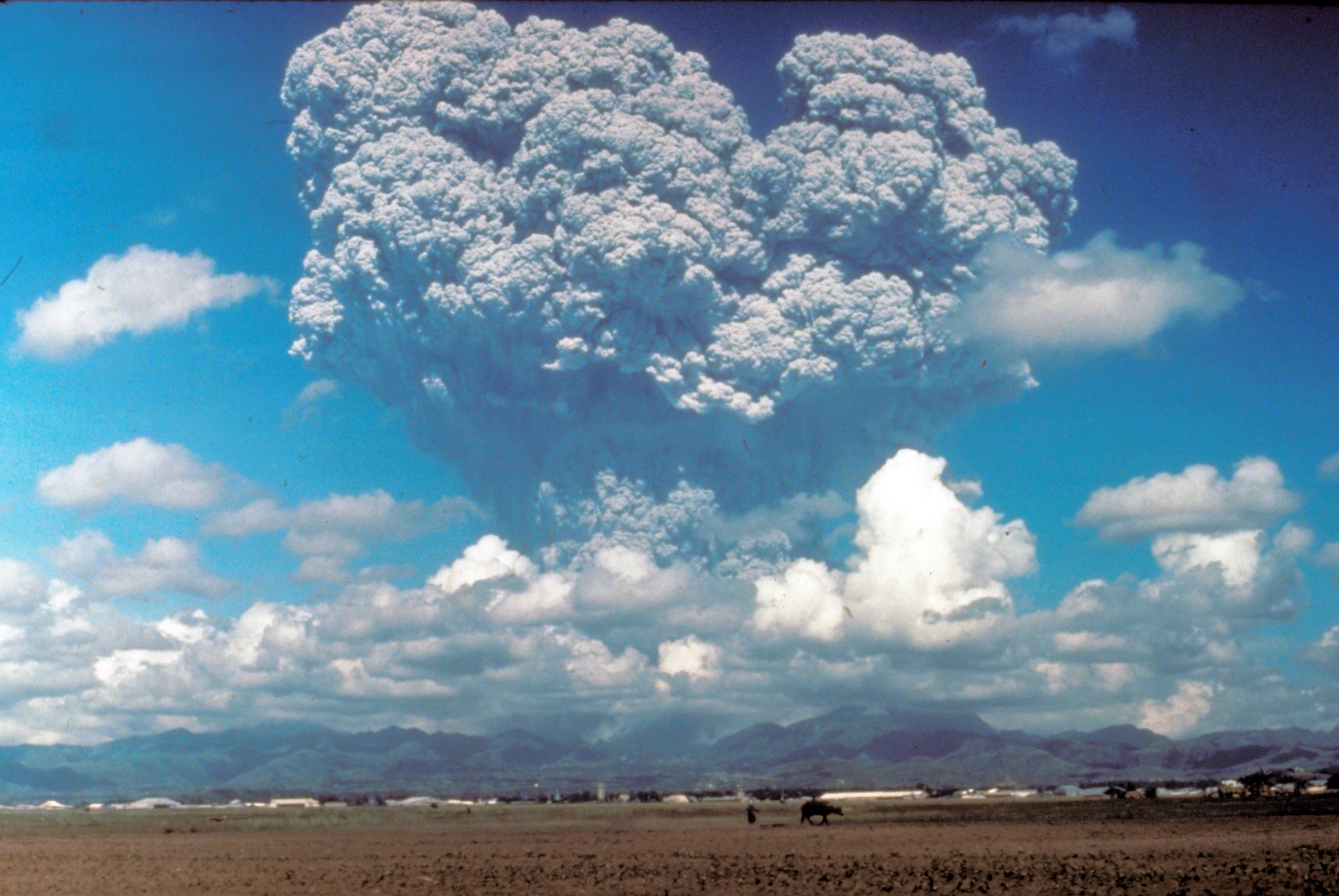
Éruption du Pinatubo aux Philippines (12 juin 1991).

Une catastrophe naturelle est une catastrophe qui résulte d’un événement naturel : séisme, éruption volcanique, tsunami, glissements de terrain, coulées de boue, inondation, tempête, cyclone tropical, orages, etc..
Le Bureau des Nations unies pour la réduction des risques de catastrophe UNDRR (en) souligne que le changement climatique est le principal responsable du doublement des catastrophes naturelles en 20 ans. Les inondations et les tempêtes ont été les catastrophes les plus fréquentes au cours des décennies 2000 et 2010. Pour la décennie 2020, l'ONU estime que le plus grand problème sera celui des vagues de chaleur.

## Les catastrophes «naturelles»

### Nature
À l’échelle mondiale, on recense annuellement environ un millier de grandes catastrophes « naturelles » en majeure partie provoquées par les crues, événements naturels les plus fréquents et les plus destructeurs. L'origine de ces crues est météorologique : moussons, cyclones tropicaux, tempêtes… ; leurs effets sont les inondations et les mouvements de terrain – écroulements, éboulements, glissements…, les destructions d’ouvrages – barrages, ponts… Leurs effets peuvent être aggravés par l'activité humaine : réductions voire suppressions de zones inondables, forestières, agricoles…, extensions de zones d’aménagement, de construction…, ouvrages inadaptés, non-respect de règles de prévention.
En France, selon l’article L 125-1 du Code des assurances : « … Sont considérés comme les effets des catastrophes naturelles (CATNAT),.//., les dommages matériels directs « non assurables » ayant eu pour cause déterminante l’intensité anormale d’un agent naturel, lorsque les mesures habituelles à prendre pour prévenir ces dommages n’ont pu empêcher leur survenance ou n’ont pu être prises… » ; les événements naturels relevant de la loi, susceptibles d’avoir des effets catastrophiques, pris en compte dans les Plans de prévention des risques naturels prévisibles (PPR) sont précisés dans la circulaire ministérielle du 19/05/1998, par ordre de fréquence et de gravité :
- inondations et coulées de boue : inondations de plaine - inondations par crues torrentielles - inondations par ruissellement en secteur urbain, coulées de boue[1] ;
- inondations consécutives aux remontées des nappes phréatiques[7] ;
- phénomènes liés à l’action de la mer : submersions marines - recul du trait de côte par érosion marine[8] ;
- mouvements de terrain : effondrements et affaissements - chutes de pierres et de blocs - éboulements en masse - glissements et coulées boueuses associées - laves torrentielles - mouvements de terrain différentiels consécutifs à la sécheresse et à la réhydratation des sols[9] ;
- avalanches[10] ;
- séismes[11].

De natures et évolutions différentes et/ou objets de réglementations spécifiques, les événements et le réchauffement climatique — sécheresses, canicules, météorologiques… perturbation des courants océaniques — cyclones tropicaux, tempêtes, tornades, neiges, grêles…, les feux de forêts, les épidémies, l’activité humaine – agriculture, mines, travaux du BTP, pollutions…, les éruptions volcaniques propres aux Antilles et à la Réunion, et les événements rares – chutes de météorites, tsunamis…, ne figurent pas sur cette liste.

### Caractère
Des catastrophes analogues peuvent se produire de temps en temps dans un même site, dans des sites différents, selon des processus analogues ou différents. Mais il ne se passe pas n’importe quoi, n’importe où, n’importe comment et n’importe quand : chaque bassin de risque, chaque site, chaque installation, chaque événement destructeur est unique : chaque catastrophe est un événement historique qui doit être décrit et étudié spécifiquement pour en déterminer les causes et améliorer la prévention d’événements analogues.

### Gravité
Dans un bassin de risque, la gravité d’une catastrophe généralement estimée en nombre de victimes, dépend beaucoup plus de la vulnérabilité des aménagements et des ouvrages, des actions, comportements, densités des occupants, des mesures de prévention que l’on y a prises, du niveau de connaissance que l’on en a de l’événement, quel qu’il soit, que de son intensité : un violent séisme peut n’avoir que peu d’effet dommageable dans le désert de Gobi, n’avoir que de graves effets matériels au Japon, avoir des effets matériels considérables et produire plusieurs dizaines de milliers de victimes dans le Sichuan…

### Prévention
Quels qu’ils soient, où que ce soit, les aléas naturels sont toujours potentiellement dangereux ; on ne peut pas les maîtriser, mais la plupart de leurs effets éventuellement catastrophiques peuvent être sinon évités, du moins limités par l’étude prospective, les actions de prévention et de protection, et par la gestion de crise, reposant sur des études scientifiques et techniques sérieuses du phénomène naturel en cause, du bassin de risque et de la vulnérabilité des aménagements et ouvrages qui y sont construits. Il est également important de développer une culture du risque au service de la prévention pour éviter par exemple de reconstruire dans des zones à risques. Pour éviter cela, de nombreux acteurs se mobilisent. Il est par exemple possible aujourd'hui de connaitre l'exposition de sa commune aux catastrophes naturelles à l'aide d'une carte interactive.
Les actions et les moyens rationnels dont on dispose pour prévenir les effets catastrophiques de la réalisation n’importe où de n’importe quel événement naturel irrépressible, sont nombreux et variés : dans un site exposé, pour tout danger clairement caractérisé, on peut aménager et construire, se comporter et agir, définir, décider et préparer calmement ces actions et moyens, et au besoin, les mettre en œuvre efficacement. Une des applications pratiques de la géotechnique est de concourir à la prévention des dommages, accidents et catastrophes « naturels », à condition que les résultats de l’étude géotechnique spécifique, sérieuse et complète d’un site exposé à de tels événements soient correctement présentés par les spécialistes, convenablement interprétés et utilisés par les décideurs et les utilisateurs.
Cependant l’accès des systèmes d’alertes précoces multidangers restent limités à seulement la moitié des 193 membres de l’Organisation météorologique mondiale.

### Gestion et suites
La gestion est généralement une gestion de crise qui doit souvent faire appel à la médecine de catastrophe et d'urgence, à une aide alimentaire et au logement, qui recherche à protéger, dans la mesure du possible les personnes, les biens et les infrastructures. Elle précède une phase de reconstruction.
Les catastrophes naturelles (de type tempête, tremblement de terre et tsunamis notamment) génèrent parfois de grandes quantités de déchets de tous types. En France, l’article 266 sexies du code des douanes prévoit que la taxe générale sur les activités polluantes (TGAP) ne s’applique pas « aux réceptions de déchets non dangereux générés par une catastrophe naturelle (…) entre la date de début de sinistre et cent vingt jours après la fin du sinistre » ; ce délai a néanmoins dû être prolongé dans certains cas.
Dans le cadre du régime d’indemnisation des catastrophes naturelles, créé par la loi du 13 juillet 1982, le Maire peut faire une demande de reconnaissance de l’état de catastrophe naturelle. À la suite de cette demande, un arrêté interministériel de catastrophe naturelle sera publié au journal officiel pour reconnaître ou non la catastrophe naturelle. Si oui, alors les assurés de la commune pourront être indemnisés. Pour information, l’assurance catastrophe naturelle est une extension de garantie obligatoire pour tous les contrats d’assurance de dommages (multirisque habitation, tous risques auto, local professionnel…) en dehors des contrats d’assurance des bateaux. Selon l’article L125-1 du Code des Assurances, cette garantie prend en charge les « dommages matériels directs non assurables ayant eu pour cause déterminante l’intensité anormale d’un agent naturel, lorsque les mesures habituelles à prendre pour prévenir ces dommages n’ont pu empêcher leur survenance ou n’ont pu être prises. »

### Coût
Le coût des catastrophes climatiques s’élèverait à 520 milliards de dollars par an (estimation de 2019). La fréquence des catastrophes est en augmentation, désormais de une par semaine selon l'ONU, et frappant le plus souvent les pays peu développés.
Il aurait été de 250 milliards de dollars en 2021, en hausse de 24% par rapport à 2020 selon le réassureur Swiss Re.

## Catastrophes remarquables
Parmi les innombrables catastrophes qui se sont produites partout dans le monde, certaines sont remarquables en ce que leurs particularités tant naturelles qu’humaines en font des exemples génériques, des cas d’école montrant que les effets d’événements naturels irrépressibles ne sont catastrophiques que parce qu’ils ont été ignorés, mésestimés, mal prévenus…

### Chutes de météorites
La chute d'une grosse météorite est le plus destructeur de tous les événements naturels. Celle de la Toungouska a été le pire des cataclysmes naturels historiques ; catastrophe écologique considérable, elle n'a pas été une catastrophe humaine, car elle s'est produite dans une région pratiquement inhabitée.

### Cyclone
En 2008, le cyclone Nargis a lui tué 138 000 personnes lors de son passage en Birmanie.

### Éruptions volcaniques

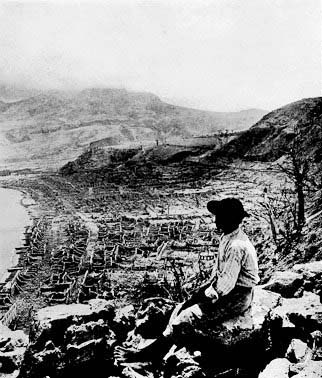
Éruption de la montagne Pelée - Saint-Pierre après la catastrophe.

L’éruption de la montagne Pelée, en Martinique, a été la plus meurtrière du XXe siècle ; en quelques minutes, sa nuée ardente paroxystique a entièrement détruit Saint-Pierre et exterminé ses habitants, environ 30 000 personnes. La destruction de la ville et de ses alentours était inévitable, mais non la mort de ses habitants qui ont été victimes de décisions administratives aberrantes en empêchant leur départ pour assurer le second tour d’une élection législative le 11 mai, alors qu’un extrême danger était évident.

### Séismes
À la Conférence intergouvernementale sur l’évaluation et l’atténuation des risques sismiques, au siège de l'Unesco à Paris, au cours de la session spéciale de février 1976, les sismologues chinois ont présenté leur méthode de prédiction des séismes appliquée à celui d’Anshan (04/02/1975, M 7,4), dommages matériels - bâtiments, ponts, routes… considérables, mais moins d’un millier de victimes dans une région de plus de trois millions d’habitants : la prédiction des séismes et la prévention des habitants étaient donc possibles. Malheureusement, 18 mois plus tard, le séisme de Tanshan (27/07/1976, M 7,6), démontra le contraire : il fit des dommages matériels aussi considérables, mais surtout 250 000 victimes selon les Chinois et sans doute plus de 650 000 en réalité ; il serait ainsi le séisme le plus meurtrier depuis plus de deux siècles et peut-être depuis toujours.
Après 1976, de nombreux séismes violents et pour certains catastrophiques, tous imprévus et non prévenus, ont affecté plusieurs provinces chinoises ; celui du 12/05/2008 dans le Sichuan a provoqué près de 90 000 victimes et des dommages matériels considérables… Ensuite, il y a eu au moins cinq autres séismes destructeurs en Chine : Yushi 2010, Yunnan 2010 – 2011, Dingxi 2013, Sichuan 2013.

### Tsunamis

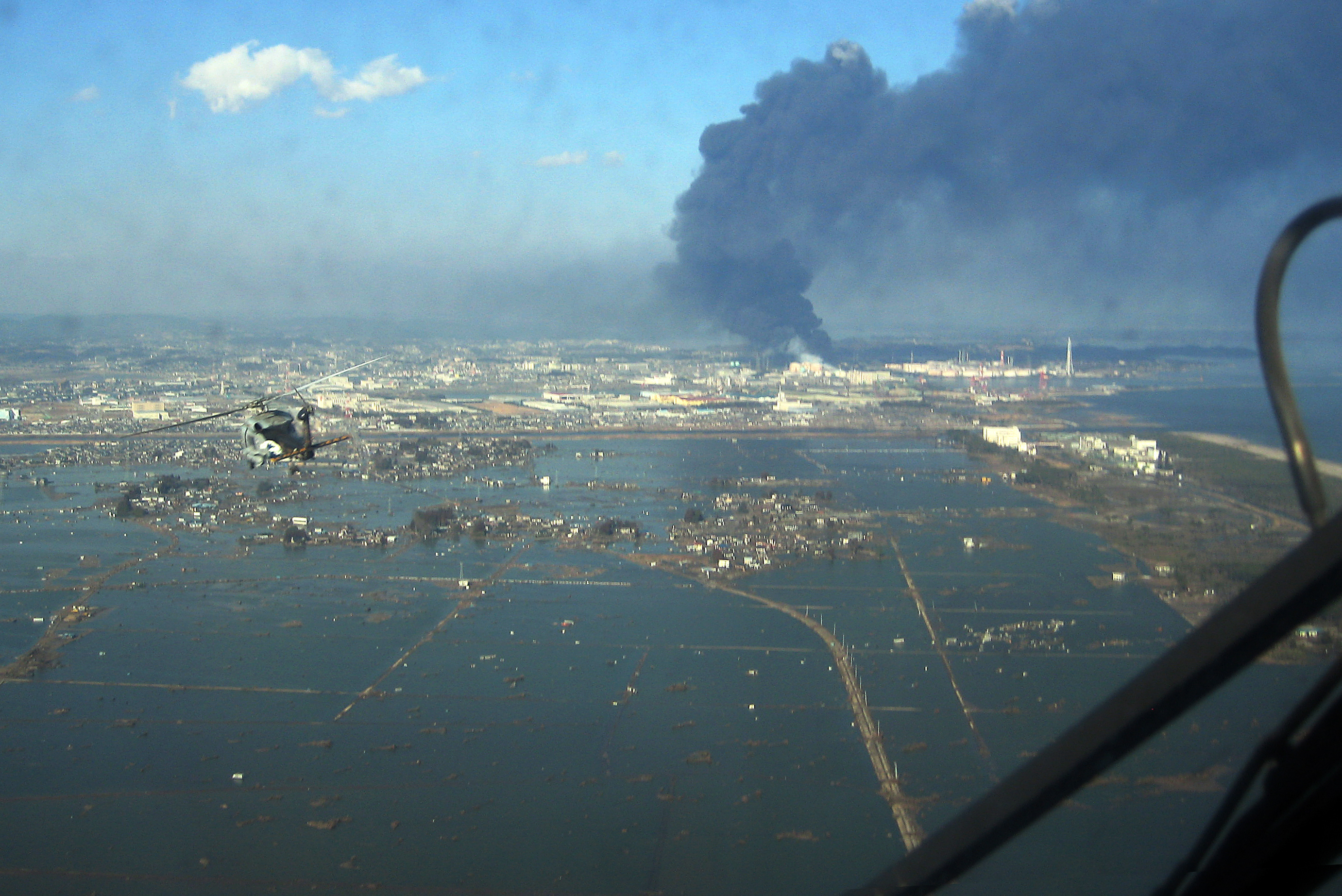
Le désastre à Sendai.

Le tsunami de Sendai, provoqué par un séisme M 9 qui s’est produit vers 130 km au large de la côte nord-est de l'île de Honshu, a localement atteint 30 m de hauteur sur le rivage et a pénétré jusqu'à 10 km à l'intérieur des terres.
Bien qu'il ait été le plus violent jamais enregistré au Japon, le séisme lui-même n'a fait que peu de destructions et de victimes, car les constructions parasismiques y sont efficaces et les habitants, bien préparés. Par contre, la hauteur du tsunami a dépassé les prévisions et a largement submergé les ouvrages littoraux de protection, essentiellement des murs portuaires en béton dont certains dépassaient la dizaine de mètres de haut. il a ravagé près de 600 km de côtes, ruiné partiellement ou totalement une cinquantaine de villes côtières, fait 8 649 morts, 12 877 disparus, 2 603 blessés et détruit la centrale nucléaire de Fukushima Daiichi.
La centrale a été construite sur une falaise côtière ; la plate-forme des réacteurs a été terrassée au niveau de la mer pour limiter le coût de pompage des eaux de refroidissement ; la hauteur du mur de protection était d’environ 6 m, mais le tsunami y a atteint 15 m, noyant les réacteurs et provoquant une catastrophe nucléaire majeure.

### Tempêtes côtières

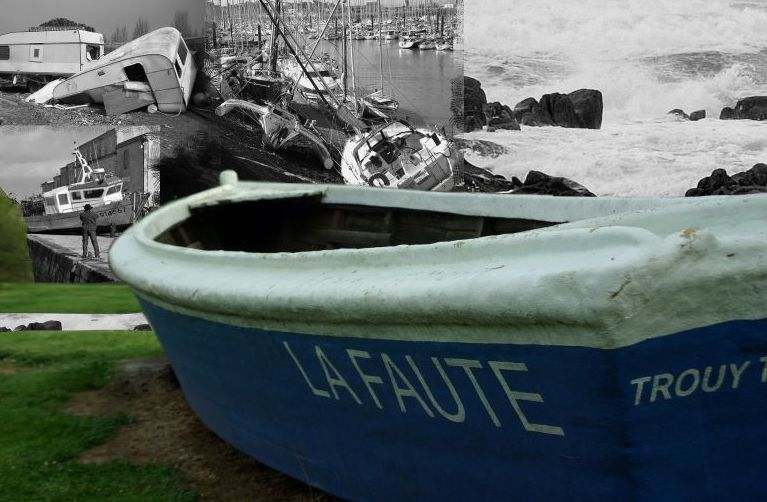
Après la tempête.

À l'estuaire du Lay, les parties anciennes de l'Aiguillon-sur-Mer et de la Faute-sur-Mer sont construites sur des dunes et des levées sableuses qui les mettent à l'abri de la plupart des crues du fleuve et des fortes marées ; vers le sud jusqu’à la pointe de l’Aiguillon, le rivage fragile de la baie est longé par une route sur digue qui protège des polders ; cette digue a été fréquemment ébréchée lors de tempêtes associées à de fortes marées, provoquant les inondations des polders, alors strictement agricoles. Des extensions et des grands lotissements de villas ont récemment été implantés dans certains polders.
La tempête Xynthia a atteint le littoral atlantique dans la nuit du 28 février 2010. Dans la baie de l'Aiguillon, des vents atteignant 130 km/h ont produit une houle de près d'une dizaine de mètres de creux ; la dépression de 968 hPa et une marée de pleine mer coefficient 102 ont amplifié le mascaret de plus de 1,5 m.
En pleine nuit, des ruptures de digues ont entraîné des inondations très abondantes, très rapides et persistantes qui ont fait une cinquantaine de victimes par noyade, la plupart surprises en plein sommeil dans leurs logements, des villas récentes implantées de plain-pied sous le niveau de la mer ; le niveau de l’eau y a localement atteint le plafond de rez-de-jardin, soit plus de 2 m.

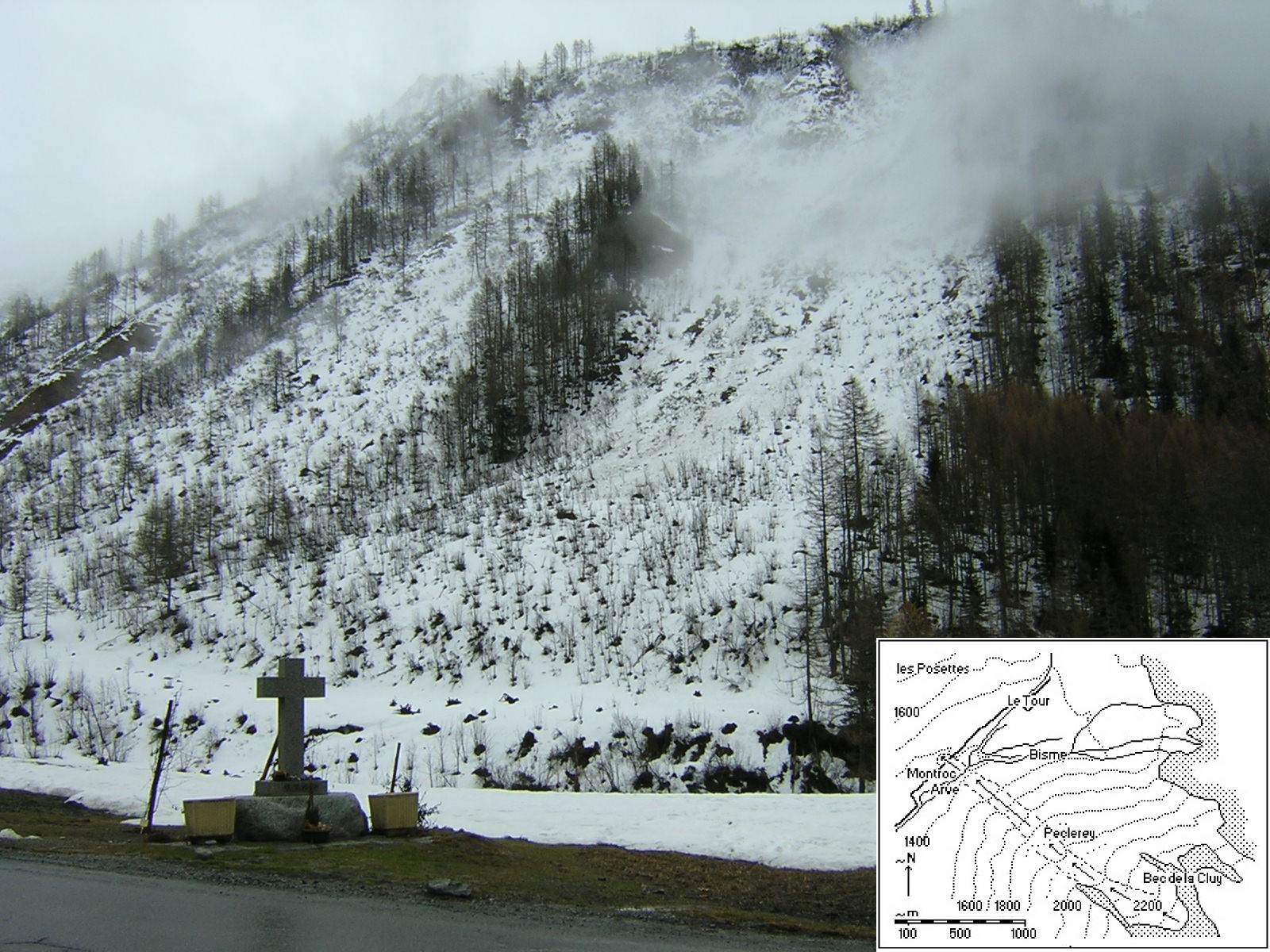
Avalanche du Peclerey – Le couloir et le monument aux morts.

Ces villas avaient été construites dans des sites très vulnérables, en sous-estimant les risques de rupture de digues et d’inondations en résultant, alors que de nombreux événements analogues s'y étaient déjà produits.

### Tempêtes de neige/blizzards
En février 1972, une série de tempêtes de neige en Iran a causé la mort d'environ 4 000 personnes et rayé de la carte 200 villages dans ce pays. Il s'agit du plus grand nombre de morts pour un tel phénomène, pire qu'une tempête qui a fait 926 morts en Afghanistan en 2008.

### Avalanches
Le lotissement des Poses comportant 17 chalets était situé sur la rive droite de l'Arve, en bordure de la route du Tour, en face du couloir d’avalanche du Peclerey, bien marqué dans la morphologie et la végétation.
Le 9 février 1999, une avalanche de neige poudreuse a traversé l'Arve puis la route sur le versant opposé et ensevelissait la majeure partie du lotissement, détruisant 14 chalets et faisant 12 victimes (dont un blessé : Tristan Harrison).
Historiquement et provenant de ce même couloir, l'avalanche avait déjà traversé l'Arve et la route. Mais selon le PPR alors en vigueur, la zone de construction du lotissement était principalement « blanche » ; le risque lié à cette avalanche était limité à l'aval de la route, sans sa traversée.

### Crues torrentielles

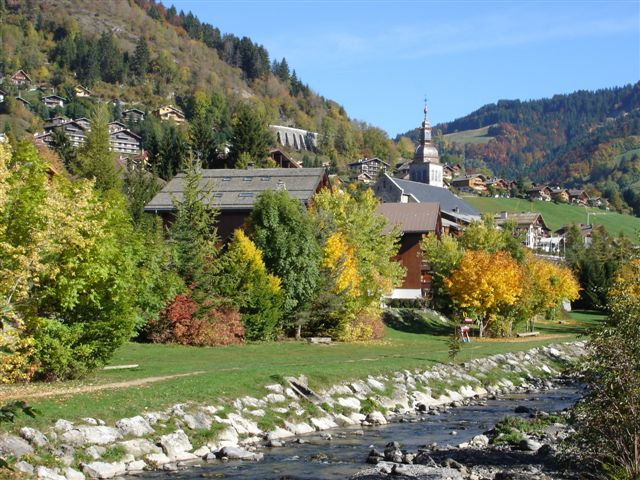
Rive droite actuelle du Borne à l’emplacement du camping.

Le Borne est un torrent des Alpes françaises tributaires de l’Arve, connu pour ses violentes crues d'été. Certaines d’entre elles occasionnaient des dommages plus ou moins importants, quelques champs inondés et/ou érodés, quelques portions de routes et un ou deux ponts emportés…, mais jamais de victimes, car les constructions anciennes du Grand-Bornand étaient toutes éloignées de ce torrent dangereux.
La crue du 14 juillet 1987 n’aurait pas été une catastrophe s'il n'y avait pas eu un camping dans le lit majeur inondable, en bordure de sa rive droite. En moins de quatre heures, le débit du torrent est passé d'une cinquantaine de mètres cubes à plus de 200, ravageant ce terrain de camping en emportant voitures, caravanes et campeurs, et faisant 23 victimes malgré l’intervention rapide des secours.
Le Plan d’exposition aux risques naturels prévisibles (Per) communal visant les risques d’avalanches, de mouvements de terrains et les crues torrentielles, prescrit en 1985, n’avait toujours pas été publié quand la catastrophe est survenue.

### Mouvements de terrain

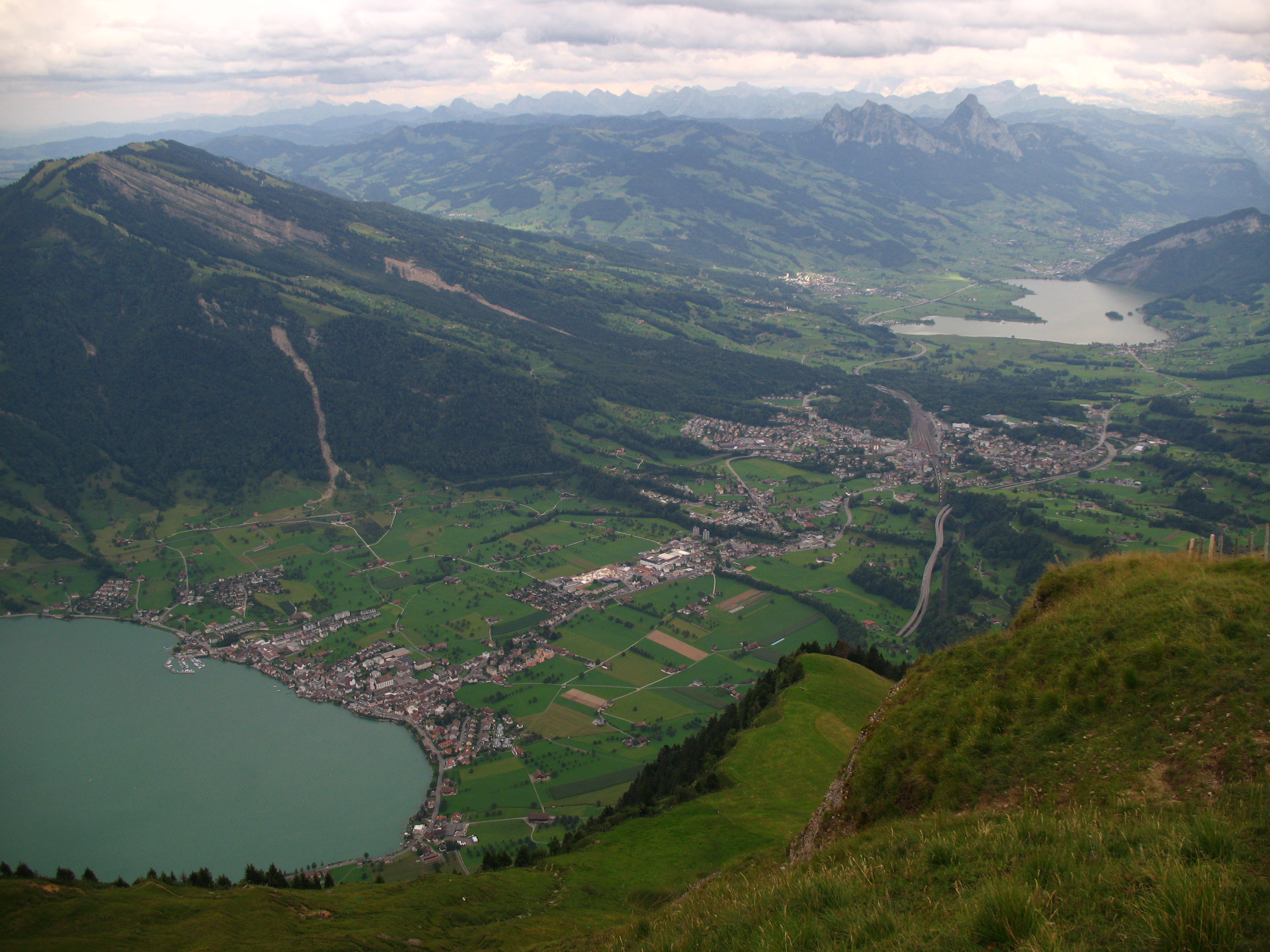
Le Rossberg - Le lac de Zug, Arth, Goldau et le lac de Lauerz.

Dans les Préalpes suisses, le Rossberg est un massif molassique, alternance aval-pendage sud de poudingue, grès et marne, dominant Goldau et le lac de Lauerz. En 1806, des infiltrations abondantes dues à un hiver particulièrement neigeux, un printemps et un été très pluvieux, avaient provoqué des ouvertures évolutives de fissures vers son sommet d’où partaient de nombreux petits éboulements. Le 2 septembre, après des glissements de marne et des chutes de blocs durant la matinée et le début de l'après-midi, un glissement rocheux banc sur banc se déclencha vers 17 h et une avalanche d’une quarantaine de millions de mètres cubes d’énormes blocs rocheux dévala le versant, ensevelissant le fond de la « Vallée d’or » sous un chaos d'une trentaine de mètres d'épaisseur, détruisant entièrement Goldau, trois villages et des hameaux voisins, et comblant la partie ouest du lac de Lauerz en provoquant une seiche de plus de 20 m de haut, destructrice jusqu’à Schwytz. Il y eut plus de 450 victimes.
Le souvenir d'un écroulement moins volumineux en 1795, les glissements et chutes de blocs précurseurs du matin, analogues à ceux qui se produisaient de temps en temps sans grave danger, avaient mis les habitants en alerte sans les inciter à partir immédiatement, car ils étaient fréquents au dégel ou après de fortes précipitations et les connaissances scientifiques de l’époque ne permettaient pas de prévoir la catastrophe qui se préparait.

### Variations climatiques

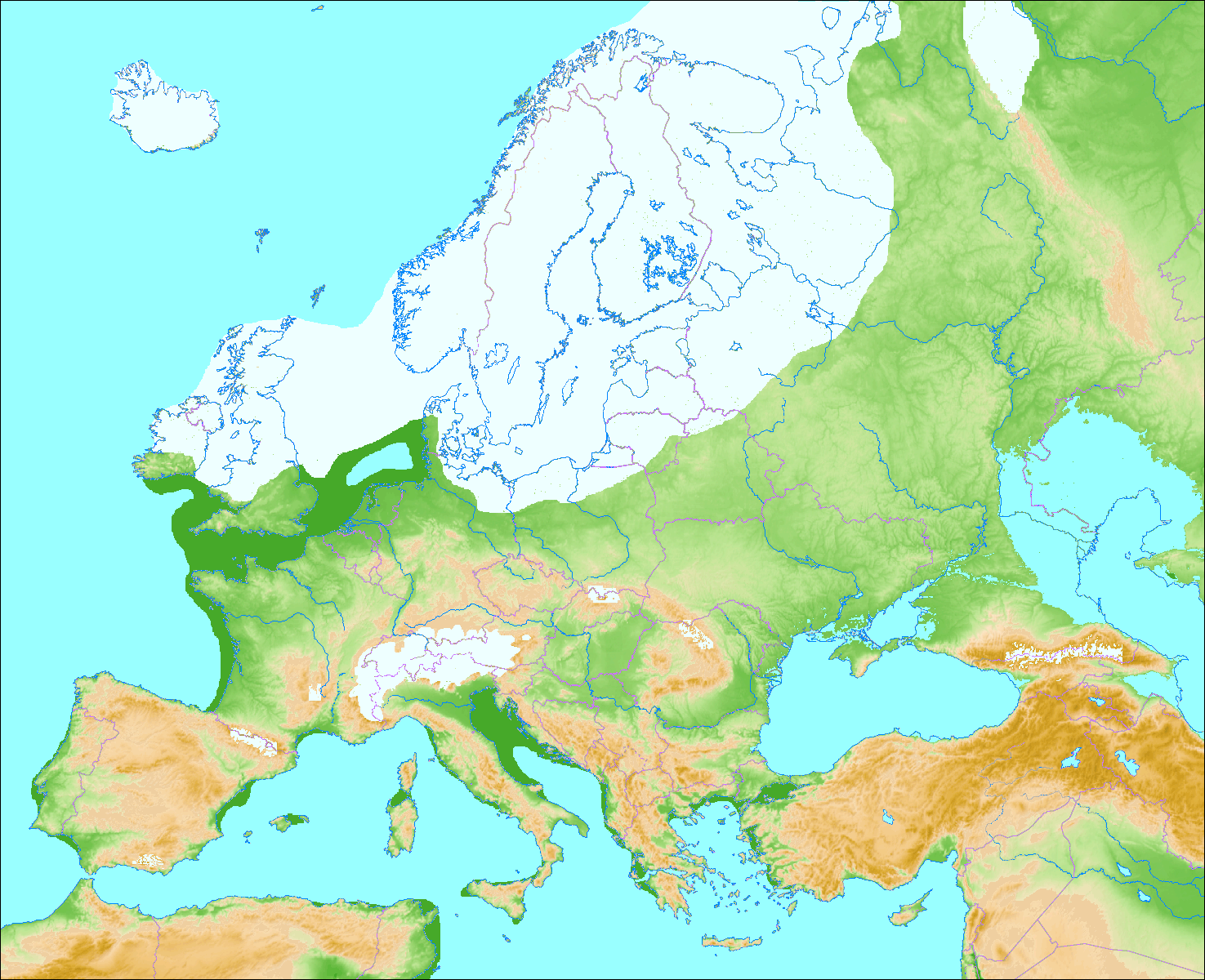
L’Europe lors du dernier maximum glaciaire (Würm IV, environ - 20 000 ans) – blanc : inlandsis, vert foncé : terres émergées.

Le réchauffement actuel est une phase interglaciaire des variations climatiques quaternaires, qui a débuté vers 12 000 B.P. à la fin du Würm, la dernière des grandes glaciations.
Ce réchauffement naturel a modifié l’épaisseur et l’étendue des terres et des mers englacées, le niveau et l’étendue des mers, l’étendue et le relief des terres…, ce qui a perturbé les écosystèmes – migrations, disparitions, installations… de flores et de faunes selon les déplacements des zones climatiques.
Les chasseurs/cueilleurs préhistoriques qui l’ont subi sans l’avoir provoqué, se sont adaptés en devenant éleveurs/cultivateurs.
Sans être aussi importantes, les variations climatiques naturelles persistent, mais depuis environ 1860, un nouveau stade « chaud », le réchauffement actuel, pourrait avoir une cause humaine, l’émission industrielle de CO2 atmosphérique ; à plus ou moins long terme, ses effets pourraient être catastrophiques pour l’ensemble de la planète si on ne limitait pas ces émissions.
Le renforcement de la résilience et des capacités d’adaptation face aux aléas climatiques et aux catastrophes naturelles liées au climat fait l'objet d'une cible de l'Objectif de développement durable n° 13 de l'ONU.

### Ruines d’ouvrages

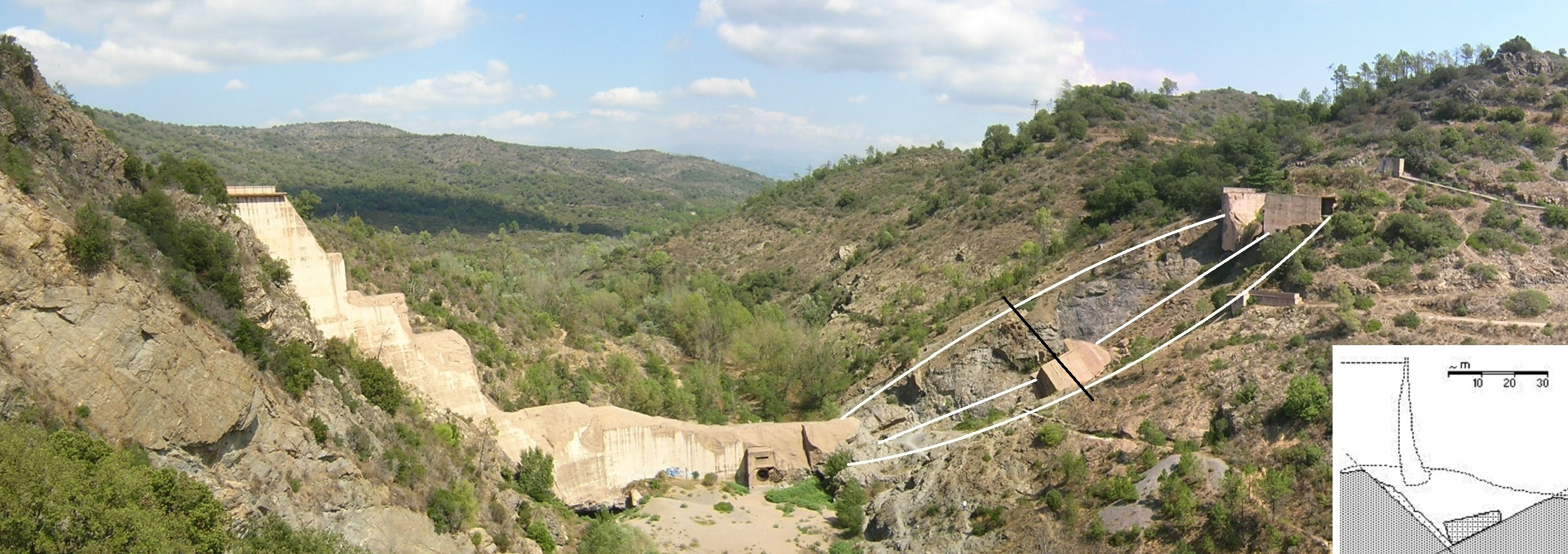
Les ruines du barrage de Malpasset vues de l'aval – Coupe du dièdre de failles défaillant, cause naturelle de la catastrophe, avec la crue du Reyran, événement déclenchant.

Construit sur le Reyran, dernier affluent rive gauche de l’Argens, pour l’alimentation en eau de l'agglomération de Fréjus/Saint-Raphaël, le barrage de Malpasset était une voûte très mince en béton longue de 225 m en crête et haute au plus de 66 m, dont la retenue aurait atteint 50 Mm3.
À l'emplacement du barrage, le Reyran, oued à peu près sec la plupart du temps, traverse un défilé sinueux creusé dans un massif de gneiss, très fracturé amont pendage sur son versant droit (ouest) dont la pente est d’environ 40°, très altéré aval-pendage sur son versant gauche (est) dont la pente est d’environ 30°.
Le géologue consulté au niveau des études préliminaires avait conseillé la construction d’un barrage-poids plus en amont ; il ne fut pas écouté et n’a plus été consulté ; l’étude géotechnique à l’emplacement retenu se réduisit à un levé géologique sommaire montrant un gneiss apparemment sain et à quelques sondages mécaniques rassurants ; il n’y eut aucun suivi géotechnique de chantier.
Vers la fin du chantier, les constructeurs eurent pourtant quelques doutes : en rive gauche, l’extrémité du barrage très mince était pratiquement parallèle aux courbes de niveau et au litage de schistosité du gneiss plus ou moins altérée, donc sans butée naturelle, essentielle pour ce type de barrage ; ils la bloquèrent par un massif en béton.
La mise en eau débuta en 1954 ; le premier et seul remplissage dura près de cinq ans à cause d’une longue période de sécheresse. Comme il arrive souvent en Provence, il se produisit enfin des pluies diluviennes durant la deuxième quinzaine de novembre 1959 – 500 mm en dix jours dont 130 mm en 24 h, le 2 décembre. Il s’ensuivit une crue très rapide et très violente. Le niveau de la retenue qui était à une dizaine de mètres sous la crête du barrage monta alors très rapidement – 4 m en 24 h ; sur le versant gauche, il se produisit des suintements à l’aval de l’ouvrage, qui devenaient de véritables sources à mesure que l’eau montait. On n’ouvrit la vanne de vidange que le 2 décembre à 18 h, alors que l’eau était prête à déborder, très au-dessus du niveau de service et même de celui de sécurité du barrage ; l’effet de cette ouverture tardive sur la montée de l’eau fut insignifiant. Le barrage explosa littéralement à 21 h 13, libérant 50 Mm3 d’eau en quelques heures ; une onde de 50 m de haut déferla à 70 km/h dans la plaine côtière de l'Argens et dans les quartiers ouest de Fréjus qu’elle atteignit en moins de vingt minutes, ne laissant aucune possibilité de fuite aux occupants de la zone balayée par l’eau ; elle fit 423 victimes et des dégâts matériels considérables, routes, voies ferrées, fermes, immeubles… détruits.
La crue, cause naturelle de la rupture, eut pour effet la montée incontrôlable du niveau de la retenue entraînant des fuites d’eau sous l’ouvrage qui ont provoqué le claquage des failles en dièdre du versant gauche, puis le déblayage de ce coin de gneiss et l'explosion du barrage. Les causes humaines étaient le mauvais choix d’implantation et de type de l'ouvrage, l’absence d’étude et de contrôle géotechniques sérieux, le manque de rigueur dans le contrôle du premier remplissage, l’ouverture trop tardive de la vanne de vidange…

### Catastrophe majeure attendue ou supposée arriver

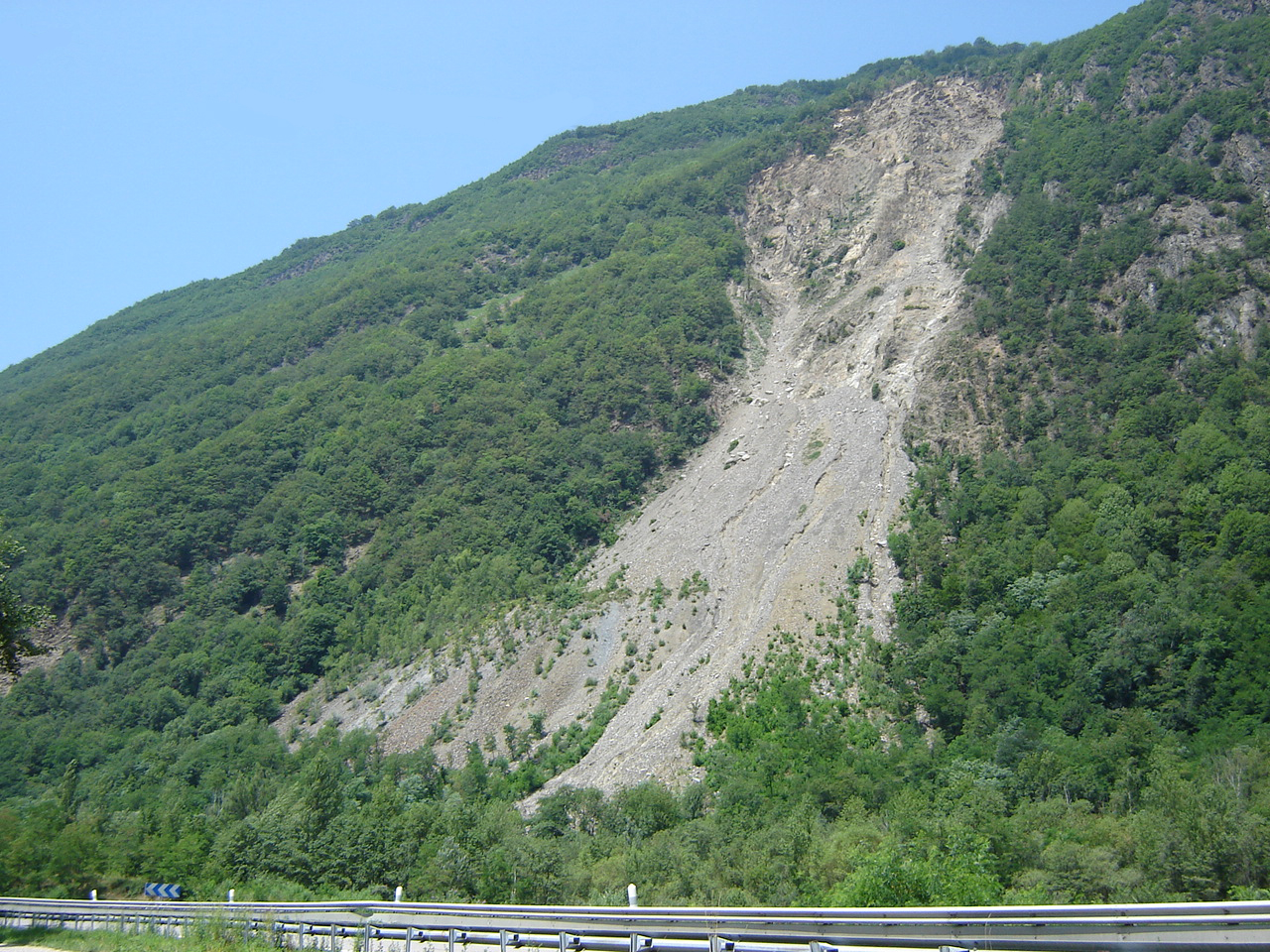
Le site des Ruines (14-07-2006).

Le « risque des Ruines de Séchilienne » qui défraye la chronique locale depuis plus de trente ans, est un exemple d’étude et de gestion pluridisciplinaires du risque des effets d’un événement naturel dangereux paroxystique imprévisible.
À l’extrémité sud-ouest de la chaîne de Belledonne (Isère, France), le replat de Mont-Sec est limité par un abrupt qui domine le site des Ruines de Séchilienne, où un mouvement de terrain complexe affecte un couloir transversal du versant nord de la basse vallée de la Romanche, entre Séchilienne et Le-Péage-de-Vizille.
Vers le milieu des années 1980, l’éventualité d’un mouvement de terrain exceptionnel et de ses effets catastrophiques est apparu,. Il s’est ensuivi l’annonce d’un risque majeur pesant sur une grande partie de la vallée, inquiétant les habitants de l’Île Falcon (sur la commune de Saint-Barthélémy-de-Séchilienne) et ouvrant de multiples actions scientifiques et politiques, pas toujours coordonnées et parfois polémiques, dont certaines sont toujours en cours,. L’estimation de la dangerosité de l’événement et de la réalisation du risque a beaucoup diminué, mais l’alerte initiale n’est toujours pas levée en 2016,,.